# 39875 Matteolombardo
39875 Matteolombardo este o planetă minoră (asteroid), cu un diametru de 2,811 km, din centura de asteroizi. A fost descoperită pe 27 februarie 1998 la stazione osservativa di Asiago Cima Ekar⁠(d) de Giuseppe Forti⁠(d). 
Obiectul prezintă o orbită caracterizată de o semiaxă mare de 2,2934239 UAi, o excentricitate de 0,01, o înclinație de 7,22665 ° în raport cu ecliptica.